# Sandro de América (álbum de Sandro)

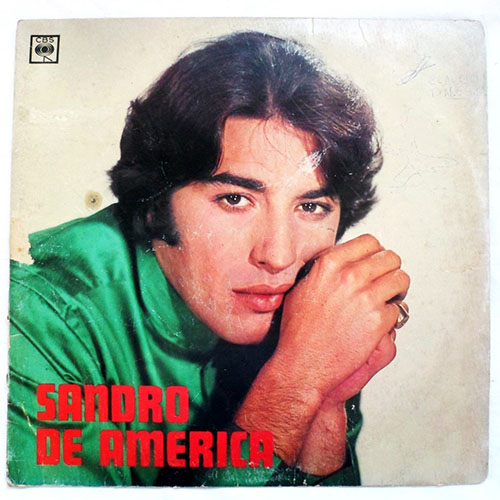
Carátula.

Sandro de América es un álbum del cantautor argentino Sandro y publicado por Columbia en 1969. Dicho álbum fue grabado entre los meses de noviembre de 1968 y mayo de 1969. A su vez, los temas de "Sandro de América" contaron con los arreglos y la dirección orquestal de Jorge López Ruiz. El álbum fue reeditado en formato digital por Sony Music en 2009.

## Canciones
Todas las canciones compuestas por Sandro y Oscar Anderlé, excepto las indicadas:
1. Palabras Viejas - 2:55.
2. Al Abrir la Puerta - 3:23.
3. Rosa...Rosa - 2:32.
4. Dos Solitarios (Sandro/Juan A. Prieto/Armil) - 3:40.
5. Hasta Aquí Llegó Mi Amor - 2:30.
6. Nada Más (Sandro/Armil) - 3:25.
7. Fácil de Olvidar - 3:20.
8. Dame (Sandro/Armil) - 3:20.
9. El Maniquí (Sandro/Armil) - 3:07.
10. Guitarras al Viento - 2:43.
11. Cuando Existe Tanto Amor (Sandro/Oscar Anderlé/Silvio Soldán) - 2:52.
12. Por Eso Bebo - 2:32.

## Personal
- Roberto Sánchez ("Sandro") - Voces y guitarra.

- Jorge López Ruiz - Arreglos y Dirección Orquestal.

- Héctor Techeiro: Dirección Artística.